# Église Saint-Bonaventure de Naples
Pour les articles homonymes, voir Église San Bonaventura (homonymie).
L'église Saint-Bonaventure (italien : chiesa di San Bonaventura) est une église du centre historique de Naples, située via San Giovanni Maggiore Pignatelli. Elle est consacrée à saint Bonaventure (biographe de saint François et théologien franciscain mort à Lyon en 1274, dit le Doctor seraphicus) et dépend de l'archidiocèse de Naples.

## Histoire
L'église est fondée au XVe siècle comme siège d'une confrérie consacrée au franciscain saint Bonaventure, canonisé en 1482. Elle est remaniée à maintes reprises dont la plus importante a lieu en 1778. Aujourd'hui l'église est le siège de l'association catholique Pax Christi qui la partage avec l'association Claudio Miccoli.

## Description
La façade du XVIIIe siècle est ornée de lésènes. Elle possède un portail du gothique tardif en piperno, dont les grilles ajoutées au XIXe siècle ont altéré le contour.
L'intérieur est constitué de deux espaces superposés couverts de croisées, rare exemple napolitain du gothique tardif du XVe siècle. Cependant la restauration du XVIIIe siècle a partiellement modifié la structure ogivale originale.
Parmi les œuvres d'art conservées dans cette église, on peut distinguer le tableau attribué à Fabrizio Santafede, intitulé La Madone aux anges avec saint Bonaventure, saint François et Louis d'Anjou qui se trouve au-dessus du maître-autel, ainsi qu'un polyptyque représentant Saint Antoine de Giacomo Sanso. 